# Nguyễn Văn Bình (chính khách)
Nguyễn Văn Bình (sinh ngày 4 tháng 3 năm 1961) là một chính khách Việt Nam. Ông nguyên là Ủy viên Bộ Chính trị, Bí thư Trung ương Đảng khóa XII, Trưởng ban Kinh tế Trung ương, đại biểu Quốc hội Việt Nam khóa XIV nhiệm kì 2016–2021 thuộc đoàn đại biểu tỉnh Quảng Bình. Ông từng là Thống đốc Ngân hàng Nhà nước Việt Nam (2011 – 2016), nguyên Trưởng ban Chỉ đạo Tây Bắc.
Ngay trước thềm Đại hội 13 của Đảng Cộng sản Việt Nam, ông bị Ủy ban Kiểm tra Trung ương kỷ luật ở mức Cảnh cáo do đã vi phạm nguyên tắc tập trung dân chủ và quy chế làm việc; thiếu trách nhiệm, buông lỏng lãnh đạo, chỉ đạo, thiếu kiểm tra, giám sát, để xảy ra nhiều vi phạm, khuyết điểm trong việc ban hành và tổ chức thực hiện một số nghị quyết, quy định, quyết định về hoạt động tín dụng ngân hàng.

## Xuất thân
Nguyễn Văn Bình sinh ngày 4 tháng 3 năm 1961 quê quán tại phường Âu Cơ, thị xã Phú Thọ, Phú Thọ.

## Giáo dục
- Giáo dục phổ thông: 10/10
- Đại học chuyên ngành Kinh tế
- Tiến sĩ khoa học
- Cao cấp lí luận chính trị
- Từ 1981-1986, ông học Đại học Toán Kinh tế - Ứng dụng tại Trường Đại học Tổng hợp tại Liên Xô (cũ), tốt nghiệp tại đây với bằng cử nhân.
- Ông bảo vệ luận án Tiến sĩ khoa học tại Viện Viễn Đông, Viện Hàn lâm Khoa học Nga (Институт Дальнего Востока РАН) năm 2006. Tên luận án: Торгово-экономические отношения Социалистической Республики Вьетнам с США и странами ЕС в конце XX - начале XXI вв.

## Sự nghiệp
- Ông Nguyễn Văn Bình về làm cán bộ Ngân hàng Nhà nước Việt Nam, ban đầu ở Vụ Kinh tế đối ngoại (nay là Vụ Hợp tác quốc tế)(từ 12/1986), kinh qua các chức vụ Phó Trưởng phòng các tổ chức Tài chính quốc tế, Trưởng phòng Ngân hàng Thế giới, Phó Vụ trưởng- Trưởng ban Quản lý các Dự án Quốc tế- Vụ Hợp tác Quốc tế (đến tháng 10/1996).
- Nguyễn Văn Bình gia nhập Đảng Cộng sản Việt Nam ngày 21/4/1995.
- Từ tháng 11/1996 đến tháng 10/1998 ông làm Vụ trưởng- Chánh Văn phòng Ngân hàng Nhà nước Việt Nam, rồi làm Phó Giám đốc Chi nhánh Ngân hàng Nhà nước thành phố Hà Nội.
- Từ tháng 11/2001, Nguyễn Văn Bình được cử đi đại diện và giữ chức Phó Chủ tịch rồi Quyền Chủ tịch Ban Lãnh đạo Ngân hàng Đầu tư Quốc tế (MIB) tại Liên bang Nga,
- Tháng 7/2005 kết thúc nhiệm kỳ đại diện, ông về nước tiếp tục công tác tại Ngân hàng Nhà nước và giữ chức Chánh Thanh tra Ngân hàng Nhà nước Việt Nam.
- Từ tháng 4/2008 đến tháng 7/2011 Nguyễn Văn Bình làm Phó Thống đốc Ngân hàng Nhà nước Việt Nam.
- Tháng 1/2011 tại Đại hội đại biểu toàn quốc lần thứ XI của Đảng Cộng sản Việt Nam, ông được bầu vào Ban Chấp hành Trung ương Đảng Cộng sản Việt Nam.
- Từ ngày 3 tháng 8 năm 2011 Nguyễn Văn Bình trở thành Thống đốc Ngân hàng Nhà nước Việt Nam[4], Bí thư Ban cán sự Đảng Ngân hàng Nhà nước.
- Tháng 1 năm 2016, tại Đại hội đại biểu toàn quốc lần thứ XII của Đảng Cộng sản Việt Nam, ông được bầu vào Ban Chấp hành Trung ương Đảng Cộng sản Việt Nam, được Ban Chấp hành Trung ương bầu vào Bộ Chính trị.
- Ngày 8 tháng 4 năm 2016, Nguyễn Văn Bình được miễn nhiệm chức vụ Thống đốc Ngân hàng Nhà nước Việt Nam[5]. Ông chính thức thôi nhiệm vụ này vào ngày 9 tháng 4 khi ông Lê Minh Hưng được bầu thay thế[6].
- Ngày 11 tháng 4 năm 2016, ông được bổ nhiệm làm Trưởng Ban Kinh tế Trung ương Đảng Cộng sản Việt Nam[7].
- Tháng 6/2016, Nguyễn Văn Bình được Bộ Chính trị phân công tham gia Ban Bí thư.[8]
- Ngày 19/7/2016, ông được bổ nhiệm kiêm chức Trưởng ban Chỉ đạo Tây Bắc.
- Ngày 3/11/2020, Ủy ban Kiểm tra Trung ương phát thông cáo kỳ họp thứ 49. Theo đó, sau khi xem xét kết quả thẩm tra, xác minh nội dung phản ánh liên quan đến ông Nguyễn Văn Bình, Ủy viên Bộ Chính trị, Bí thư Trung ương Đảng, Trưởng Ban Kinh tế Trung ương, Ủy ban Kiểm tra Trung ương nhận thấy trong thời gian giữ cương vị Ủy viên Trung ương Đảng, Bí thư Ban cán sự đảng, Thống đốc Ngân hàng Nhà nước, ông Nguyễn Văn Bình đã vi phạm nguyên tắc tập trung dân chủ và Quy chế làm việc. Ông Bình cũng được xác định thiếu trách nhiệm, buông lỏng lãnh đạo, chỉ đạo, thiếu kiểm tra, giám sát, để xảy ra nhiều vi phạm, khuyết điểm trong việc ban hành và tổ chức thực hiện một số nghị quyết, quy định, quyết định về hoạt động tín dụng ngân hàng, gây hậu quả rất nghiêm trọng, khó khắc phục. Căn cứ nội dung, tính chất, mức độ, hậu quả vi phạm và quy định của Đảng về xử lý kỷ luật đảng viên, Ủy ban Kiểm tra Trung ương đề nghị Bộ Chính trị xem xét, thi hành kỷ luật đối với ông Nguyễn Văn Bình.

## Đánh giá
Tháng 8 năm 2012, Nguyễn Văn Bình bị tạp chí Global Finance liệt vào 20 thống đốc ngân hàng nhà nước kém nhất trên thế giới
Tháng 8 năm 2012, tạp chí Global Finance đánh giá Ngân hàng Nhà nước Việt Nam nằm trong 10 Ngân hàng trung ương kém nhất trên thế giới, 1 năm sau khi Nguyễn Văn Bình nhậm chức thống đốc.
Đầu năm 2016, Reuters đã đánh giá cao Nguyễn Văn Bình. Dưới sự lãnh đạo của ông, Ngân hàng Nhà nước (NHNN) đã giúp ngành ngân hàng Việt Nam tránh được cảnh sụp đổ sau khi 20 tỷ USD nợ xấu ảnh hưởng toàn hệ thống, khiến thị trường bất động sản chao đảo và khiến hàng chục nghìn doanh nghiệp phá sản. NHNN cũng đã góp phần giảm tỷ lệ lạm phát xuống mức thấp kỷ lục trong năm 2015, đồng thời những biện pháp can thiệp vào tỷ giá giúp bảo vệ nền kinh tế (vốn hướng về xuất khẩu) trước các cú sốc từ bên ngoài. VND hiện là một trong những đồng tiền ổn định nhất ở châu Á, chỉ giảm 4,9% trong năm 2015 so với mức giảm hai con số của các đồng tiền khác.

## Kỷ luật
Ngày 3 tháng 11 năm 2020, theo thông cáo về kỳ họp 49 của Ủy ban Kiểm tra Trung ương, tại Kỳ họp này, Ủy ban Kiểm tra Trung ương đã xem xét kết quả thẩm tra, xác minh nội dung phản ánh liên quan đến ông Nguyễn Văn Bình, Ủy viên Bộ Chính trị, Bí thư Trung ương Đảng, Trưởng Ban Kinh tế Trung ương.
Ủy ban Kiểm tra Trung ương nhận thấy, trong thời gian giữ cương vị Ủy viên Trung ương Đảng, Bí thư Ban cán sự đảng, Thống đốc Ngân hàng Nhà nước, ông Nguyễn Văn Bình đã vi phạm nguyên tắc tập trung dân chủ và quy chế làm việc; thiếu trách nhiệm, buông lỏng lãnh đạo, chỉ đạo, thiếu kiểm tra, giám sát, để xảy ra nhiều vi phạm, khuyết điểm trong việc ban hành và tổ chức thực hiện một số nghị quyết, quy định, quyết định về hoạt động tín dụng ngân hàng, gây hậu quả rất nghiêm trọng, khó khắc phục; nhiều cán bộ, đảng viên của Ngân hàng Nhà nước và lãnh đạo chủ chốt một số tổ chức tín dụng vi phạm pháp luật bị xử lý hình sự.
Những vi phạm, khuyết điểm của ông Nguyễn Văn Bình là nghiêm trọng, ảnh hưởng xấu đến uy tín của tổ chức Đảng, của Ngân hàng Nhà nước và cá nhân ông Bình.
Căn cứ nội dung, tính chất, mức độ, hậu quả vi phạm và quy định của Đảng về xử lý kỷ luật đảng viên, Ủy ban Kiểm tra Trung ương đề nghị Bộ Chính trị xem xét, thi hành kỷ luật đối với ông Nguyễn Văn Bình.
Ngày 8 tháng 11 năm 2020, thông cáo của Văn phòng Trung ương Đảng cho biết, hai hôm trước, cuộc họp Bộ Chính trị do Tổng Bí thư, Chủ tịch nước Nguyễn Phú Trọng chủ trì, sau khi "xét bối cảnh tình hình, nội dung, tính chất, mức độ, hậu quả, nguyên nhân vi phạm và quá trình công tác, đóng góp" của ông Nguyễn Văn Bình - Ủy viên Bộ Chính trị, Bí thư Trung ương Đảng, Trưởng ban Kinh tế Trung ương, đối với Đảng, Nhà nước, đã đưa ra quyết định kỉ luật ông Nguyễn Văn Bình với hình thức cảnh cáo.

## Gia đình
Nguyễn Văn Bình có anh ruột là Nguyễn Văn Thành lấy Nguyễn Nguyệt Tĩnh, con gái Trung tướng Lê Quang Đạo, nguyên Chủ tịch Quốc hội Việt Nam.
Theo nhà báo Nguyễn Như Phong trên Petrotimes, thân mẫu ông là cán bộ trong ngành ngân hàng từ thập niên 60. Còn thân phụ của ông là một cán bộ cao cấp Ngân hàng Nhà nước Việt Nam, sau là Phó thống đốc Ngân hàng Nhà nước Việt Nam là đồng chí Nguyễn Văn Chuẩn - Nguyên Phó Thống đốc Thường trực Ngân hàng Nhà nước Việt Nam.